# Habenaria sceptrum
Habenaria sceptrum är en orkidéart som beskrevs av Rudolf Schlechter. Habenaria sceptrum ingår i släktet Habenaria och familjen orkidéer. Inga underarter finns listade i Catalogue of Life.